# Elin Linnander
Elin Augusta Linnander, Lejdström som gft, född 25 maj 1888 i Storkyrkoförsamlingen, Stockholm, död 20 september 1967 på Höstsol, Täby församling, Stockholms län, var en svensk opera- och operettsångerska (sopran).
Linnander studerade sång för Gillis Bratt från 1902 och för olika lärare i Tyskland innan hon 1909 debuterade som Aida på Kungliga Teatern. Hon var engagerad vid Stockholmsoperan 1910–1914 och därefter vid Stora Teatern, Göteborg 1916–1925. Hon spelade en mängd huvudroller i både operor och operetter.
Hon var sedan 1914 gift med operasångaren Carl Lejdström.

## Teater

### Roller (urval)
- 1917 – Zerlina i Fra Diavolo av Daniel Auber och Eugène Scribe, Albert Ranfts operettsällskap[3]
- 1918 – Rosalinda i Läderlappen av Johann Strauss d.y., Karl Haffner och Richard Genée, Albert Ranfts operettsällskap[4]

## Diskografi
- Röster från Stockholmsoperan under 100 år . 9 LP. HMV 7C 153-35350. 1977. – Innehåll:  79. Les huguenots, akt 1 (Meyerbeer): Pagens cavatina ”Nobles seigneurs salut … une dame noble et sage”. Kungliga hovkapellet. Inspelad 1910.